# Olympique Lyonnais 1976-1977
Questa voce raccoglie le informazioni riguardanti l'Olympique Lyonnais nelle competizioni ufficiali della stagione 1976-1977.

## Stagione
All'inizio della stagione, l'Olympique Lione fu colpito da una crisi societaria legata ad una riforma federale che obbligava le società ad acquisire in proprietà i cartellini dei giocatori e di conferire loro uno stipendio secondo un minimo salariale che la società non era in grado di rispettare per via del bilancio in passivo.
In campionato i Gones lottarono per il titolo assieme al Bastia e al Nantes, condividendo all'inizio dell'anno solare la vetta con entrambe le avversarie e ritrovandosi, all'inizio del mese di marzo, in testa assieme ai Canarini. Nell'ultima parte della stagione la squadra ebbe tuttavia un declino nelle prestazioni che, oltre a comportare l'eliminazione al primo turno di Coppa di Francia per mano del club di seconda divisione del Gueugnon, le fece perdere posizioni in classifica fino al sesto posto finale, lontano dalle posizioni utili per l'accesso in Coppa UEFA.

## Maglie e sponsor
Lo sponsor tecnico per la stagione 1976-1977 è Le Coq Sportif, mentre lo sponsor ufficiale è Banga. Viene abbandonata la divisa bianca con striscia rossa e blu, sostituita da una interamente rossa con bordi blu e senza alcuno stemma societario.
| Manica sinistra · Manica sinistra · Maglietta · Maglietta · Manica destra · Manica destra · Pantaloncini · Calzettoni |

## Rosa
| N. |                    | Ruolo | Calciatore                     |
| -- | ------------------ | ----- | ------------------------------ |
|    | Francia (bandiera) | P     | Gilles de Rocco                |
|    | Francia (bandiera) | P     | Robert Cacchioni               |
|    | Francia (bandiera) | D     | Jean-François Cornet           |
|    | Francia (bandiera) | D     | Christophe Desbouillons        |
|    | Francia (bandiera) | D     | Raymond Domenech               |
|    | Francia (bandiera) | D     | Guy Garrigues                  |
|    | Francia (bandiera) | D     | Guy Genet                      |
|    | Francia (bandiera) | D     | Jean-François Jodar (capitano) |
|    | Francia (bandiera) | D     | Dominique Marais               |
|    | Francia (bandiera) | D     | Alain Olio                     |
|    | Francia (bandiera) | C     | Jean-Paul Bernad               |
|    | Francia (bandiera) | C     | José Broissart                 |

| N. |                       | Ruolo | Calciatore            |
| -- | --------------------- | ----- | --------------------- |
|    | Francia (bandiera)    | C     | Serge Chiesa          |
|    | Francia (bandiera)    | C     | Yvon Delestre         |
|    | Francia (bandiera)    | C     | Gérard Lanthier       |
|    | Jugoslavia (bandiera) | C     | Ljubomir Mihajlović   |
|    | Francia (bandiera)    | C     | Patrick Pailot        |
|    | Francia (bandiera)    | C     | Jean-François Pilloud |
|    | Israele (bandiera)    | C     | Giora Spiegel         |
|    | Francia (bandiera)    | A     | Bernard Lacombe       |
|    | Francia (bandiera)    | A     | Yves Mariot           |
|    | Algeria (bandiera)    | A     | Karim Maroc           |
|    | Francia (bandiera)    | A     | Daniel Xuereb         |

## Statistiche

### Andamento in campionato
| Giornata  | 1 | 2 | 3 | 4 | 5 | 6 | 7 | 8 | 9 | 10 | 11 | 12 | 13 | 14 | 15 | 16 | 17 | 18 | 19 | 20 | 21 | 22 | 23 | 24 | 25 | 26 | 27 | 28 | 29 | 30 | 31 | 32 | 33 | 34 | 35 | 36 | 37 | 38 |
| --------- | - | - | - | - | - | - | - | - | - | -- | -- | -- | -- | -- | -- | -- | -- | -- | -- | -- | -- | -- | -- | -- | -- | -- | -- | -- | -- | -- | -- | -- | -- | -- | -- | -- | -- | -- |
| Luogo     | T | T | C | T | C | T | C | T | C | T  | C  | T  | C  | T  | C  | T  | C  | T  | C  | C  | T  | C  | T  | C  | T  | C  | T  | C  | T  | C  | T  | C  | T  | C  | T  | C  | T  | C  |
| Risultato | V | N | V | N | N | P | V | P | V | N  | V  | N  | V  | V  | N  | P  | V  | N  | N  | V  | N  | V  | P  | V  | V  | V  | P  | P  | P  | V  | P  | N  | P  | V  | P  | P  | V  | N  |
| Posizione | 1 | 5 | 2 | 2 | 4 | 3 | 1 | 2 | 2 | 3  | 1  | 3  | 2  | 2  | 3  | 3  | 3  | 3  | 3  | 3  | 2  | 2  | 2  | 2  | 2  | 2  | 2  | 2  | 4  | 3  | 4  | 5  | 5  | 4  | 8  | 8  | 7  | 6  |

Fonte:  France » Ligue 1 1976/1977 » Schedule, su worldfootball.net.
Legenda:

Luogo: C = Casa; T = Trasferta. Risultato: V = Vittoria; N = Pareggio; P = Sconfitta.